# Singly na prvním místě v roce 1999 (USA)
Jedničky hitparády Hot 100 za rok 1999 podle časopisu Billboard.
| Datum vydání  | Píseň                        | Umělec                                   |
| 2. ledna      | I'm Your Angel               | R. Kelly a Celine Dion                   |
| 9. ledna      | I'm Your Angel               | R. Kelly and Celine Dion                 |
| 16. ledna     | Have You Ever?               | Brandy                                   |
| 23. ledna     | Have You Ever?               | Brandy                                   |
| 30. ledna     | …Baby One More Time          | Britney Spears                           |
| 6. února      | …Baby One More Time          | Britney Spears                           |
| 13. února     | Angel of Mine                | Monica                                   |
| 20. února     | Angel of Mine                | Monica                                   |
| 27. února     | Angel of Mine                | Monica                                   |
| 6. března     | Angel of Mine                | Monica                                   |
| 13. března    | Believe (píseň, Cher)Believe | Cher                                     |
| 20. března    | Believe                      | Cher                                     |
| 27. března    | Believe                      | Cher                                     |
| 3. dubna      | Believe                      | Cher                                     |
| 10. dubna     | No Scrubs                    | TLC                                      |
| 17. dubna     | No Scrubs                    | TLC                                      |
| 24. dubna     | No Scrubs                    | TLC                                      |
| 1. května     | No Scrubs                    | TLC                                      |
| 8. května     | Livin' la Vida Loca          | Ricky Martin                             |
| 15. května    | Livin' la Vida Loca          | Ricky Martin                             |
| 22. května    | Livin' la Vida Loca          | Ricky Martin                             |
| 29. května    | Livin' la Vida Loca          | Ricky Martin                             |
| 5. června     | Livin' la Vida Loca          | Ricky Martin                             |
| 12. června    | If You Had My Love           | Jennifer Lopez                           |
| 19. června    | If You Had My Love           | Jennifer Lopez                           |
| 26. června    | If You Had My Love           | Jennifer Lopez                           |
| 3. července   | If You Had My Love           | Jennifer Lopez                           |
| 10. července  | If You Had My Love           | Jennifer Lopez                           |
| 17. července  | Bills, Bills, Bills          | Destiny's Child                          |
| 24. července  | Wild Wild West               | Will Smith feat. Dru Hill a Kool Moe Dee |
| 31. července  | Genie in a Bottle            | Christina Aguilera                       |
| 7. srpna      | Genie in a Bottle            | Christina Aguilera                       |
| 14. srpna     | Genie in a Bottle            | Christina Aguilera                       |
| 21. srpna     | Genie in a Bottle            | Christina Aguilera                       |
| 28. srpna     | Genie in a Bottle            | Christina Aguilera                       |
| 4. září       | Bailamos                     | Enrique Iglesias                         |
| 11. září      | Bailamos                     | Enrique Iglesias                         |
| 18. září      | Unpretty                     | TLC                                      |
| 25. září      | Unpretty                     | TLC                                      |
| 2. října      | Unpretty                     | TLC                                      |
| 9. října      | Heartbreaker                 | Mariah Carey feat. Jay-Z                 |
| 16. října     | Heartbreaker                 | Mariah Carey feat. Jay-Z                 |
| 23. října     | Smooth                       | Carlos Santana feat. Rob Thomas          |
| 30. října     | Smooth                       | Santana feat. Rob Thomas                 |
| 6. listopadu  | Smooth                       | Santana feat. Rob Thomas                 |
| 13. listopadu | Smooth                       | Santana feat. Rob Thomas                 |
| 20. listopadu | Smooth                       | Santana feat. Rob Thomas                 |
| 27. listopadu | Smooth                       | Santana feat. Rob Thomas                 |
| 4. prosince   | Smooth                       | Santana feat. Rob Thomas                 |
| 11. prosince  | Smooth                       | Santana feat. Rob Thomas                 |
| 18. prosince  | Smooth                       | Santana feat. Rob Thomas                 |
| 25. prosince  | Smooth                       | Santana feat. Rob Thomas                 |